# GAZ
GAZ（ガズ、ガス、ГАЗ）は、ロシアのニジニ・ノヴゴロドにある自動車メーカーである。
ГАЗ（GAZ）は、もともとГорьковский автомобильный завод（Gorkovsky avtomobilny zavod）の略で、「ゴーリキー自動車工場」という意味である。
1929年に、フォード・モーターとソビエト連邦の共同事業としてNNAZ（ニジニ・ノヴゴロド自動車工場）という名前で創業した。1932年に市の名前がマクシム・ゴーリキーにちなんだ「ゴーリキー市」に変わったのに伴って、社名も現行のものに変更された。1935年-1956年の間は、ヴャチェスラフ・モロトフにちなんだ「モロトフ記念工場」という名称であった。
現在は、株式会社「自動車工場GAZ」やウラル自動車工場（UralAZ）などを抱える大規模企業グループとなっている。

## 概要
この工場で作られた最初のモデルは、フォード・モデルAをベースにした中型乗用車GAZ-Aと、フォード・モデルAAをベースにしたトラックシャーシのGAZ-AAであった。いずれもフォードが1929年下期にモデルAおよびモデルAAのビッグマイナーチェンジを行って捻出された、前期型モデル製造用の中古ツールで生産されたものである。GAZ-Aの生産は1932年-1936年まで続き、10万台以上が作られた。
Aは、フォードV8の旧モデルのボディプレスを買い取って生産したGAZ-M1に引き継がれ、1936年-1942年まで生産された（当時のフォードは毎年ボディ形状を変えており、GAZへの中古プレス型譲渡を定期的に行っていた）。Mの文字はモロトフの名前にちなみ、この車にはM'ka（Эмка）というニックネームが付けられた。戦前型GAZはベースのフォードをロシア流に読んだ「フォルト」と通称された。
AとM1の経験を生かし、GAZの技術者はフォードに頼らない国産車の開発に取り組んだ。第二次世界大戦の1942年にGAZ-11の生産が開始され、戦後の1946年まで続いた。1941年にはM2のボディの供給が縮小され、初の全輪駆動のGAZ-61が作られた。一方で戦争中には、アメリカ合衆国とのレンドリースに伴う輸入部品を用い、シボレーG7107とG7117の組み立ても行っていた。また、アメリカ製のジープを参考にGAZ-61をベースにGAZ-64が開発され、更にGAZ-67、GAZ-69に発展した。
大戦中、GAZの技術者たちは、戦後に製造されることになる全ての新モデル開発に着手していた。GAZ-M20 ポベーダ（ポピェーダ）と呼ばれる、セミモノコック・前輪独立懸架の2.1リッター級中型セダンの製造は1946年に始まり1958年まで続いた（このモデルはポーランドのFSO社でもライセンス生産され、ワルシャワという車名で1970年代まで生産が続いた）。GAZ-72という全輪駆動タイプのものも小規模ながらも生産された。
以後は6気筒の上級モデル開発なども進め、1950年代後期以降はポベーダの後継モデルとして同クラスだが近代化されたデザインを持つ中型セダンの「ヴォルガ」や、V型8気筒エンジン搭載の大型乗用車「チャイカ」を開発、ソ連における中級-上級車のメーカーとしての地位を得た。ヴォルガは1960年代中期設計のモデルが2000年代後期に至っても未だにリデザインされながら生産され続けている。
GAZは、GAZel・GAZ-66のようなトラック、GAZ-69やGAZ-2330 ティーグルのような四輪駆動車、SU-76・BTRシリーズ・BRDM-2など軍用装甲車輌の生産も行っている。
なお、GAZはソ連時代のゴーリキー自動車工場時代に、VAZ（ヴォルガ自動車工場）製のロータリーエンジンの供給を受けて、自工場の車両に搭載していた事が近年になって知られるようになった。GAZ製ロータリーエンジン搭載車両の特筆すべき点は、GAZ 3102のKGBを始めとする官公庁専用販売グレードや高級官僚向けリムジンGAZ 14"チャイカ"に3ローターエンジン搭載車をラインナップしていた事である。3ローターの市販車両への採用例はマツダのユーノス・コスモを除けば、世界的にもGAZ製車両にしか例が無い。しかし、これらのソ連製ロータリーエンジンは、冷戦時代にNSUやマツダへのライセンス料を支払わずに生産を行っていた関係で、現在エンジンメーカーのVAZも表立ってロータリーエンジンの存在をアピールしておらず、ロシア語の言語の壁もあり西側英語圏諸国も含めて、ロシア国外へは未だにその全容が十分に伝わってきていないのが現状である。

## 2006年以降
2006年にダイムラーがミシガン州に新しい工場を作ると、ダッジ・ストラトスの古いラインがGAZに払い下げられ、ロシアまで運ばれた。GAZはストラタス型のいくつかの車種を新しく作る計画を持っている。
GAZはヨーロッパとアジアに市場を広げるつもりであり、2006年に作られたバーミンガムの工場でも増産する予定である。
2009年にゼネラルモーターズが米連邦倒産法11章適用による事実上の経営破綻を迎えたのに伴い、100%子会社だったオペルをGAZやカナダの自動車部品会社マグナ・インターナショナルなどが参加する企業連合が買収することで一旦仮合意したが、最終的にはグループPSAによるオペルの買収が2017年3月6日に正式発表された。

## 現行車種

### ミニバス/バン

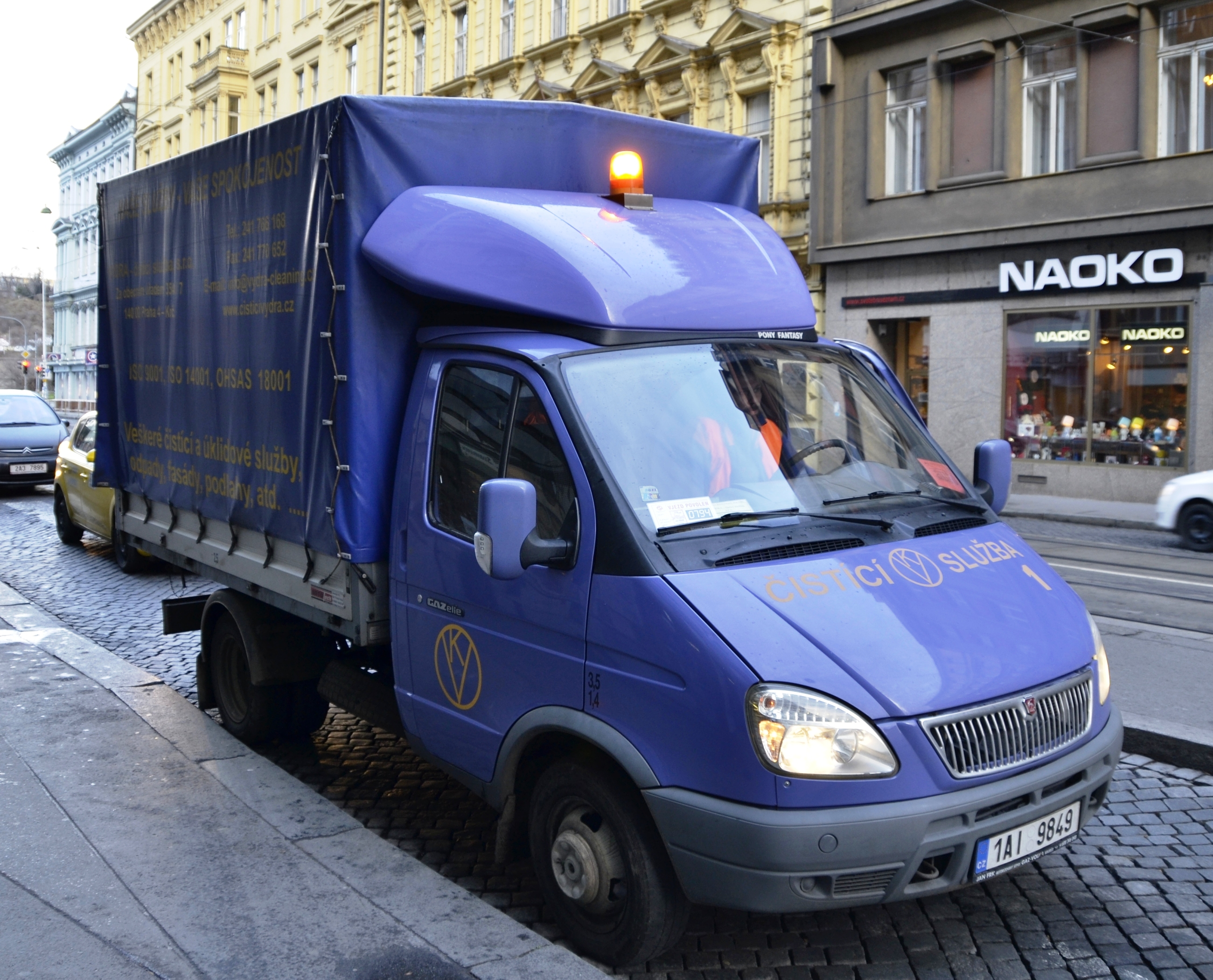
ガゼル 小型トラック

- ガゼル・ネクスト
- ガゼル・ビジネス
- GAZ-3302 ガゼルガゼル 小型トラック
- GAZ-33023 ガゼル ファーマー
- GAZ-33027 ガゼル
- ソボル 4x4
- ソボル・ビジネス

### 小型トラック
- GAZ-2310 ソボル
- GAZ-A31 ガゼル・ネクスト
- GAZ-A32 ガゼル・ネクスト

### 中型トラック

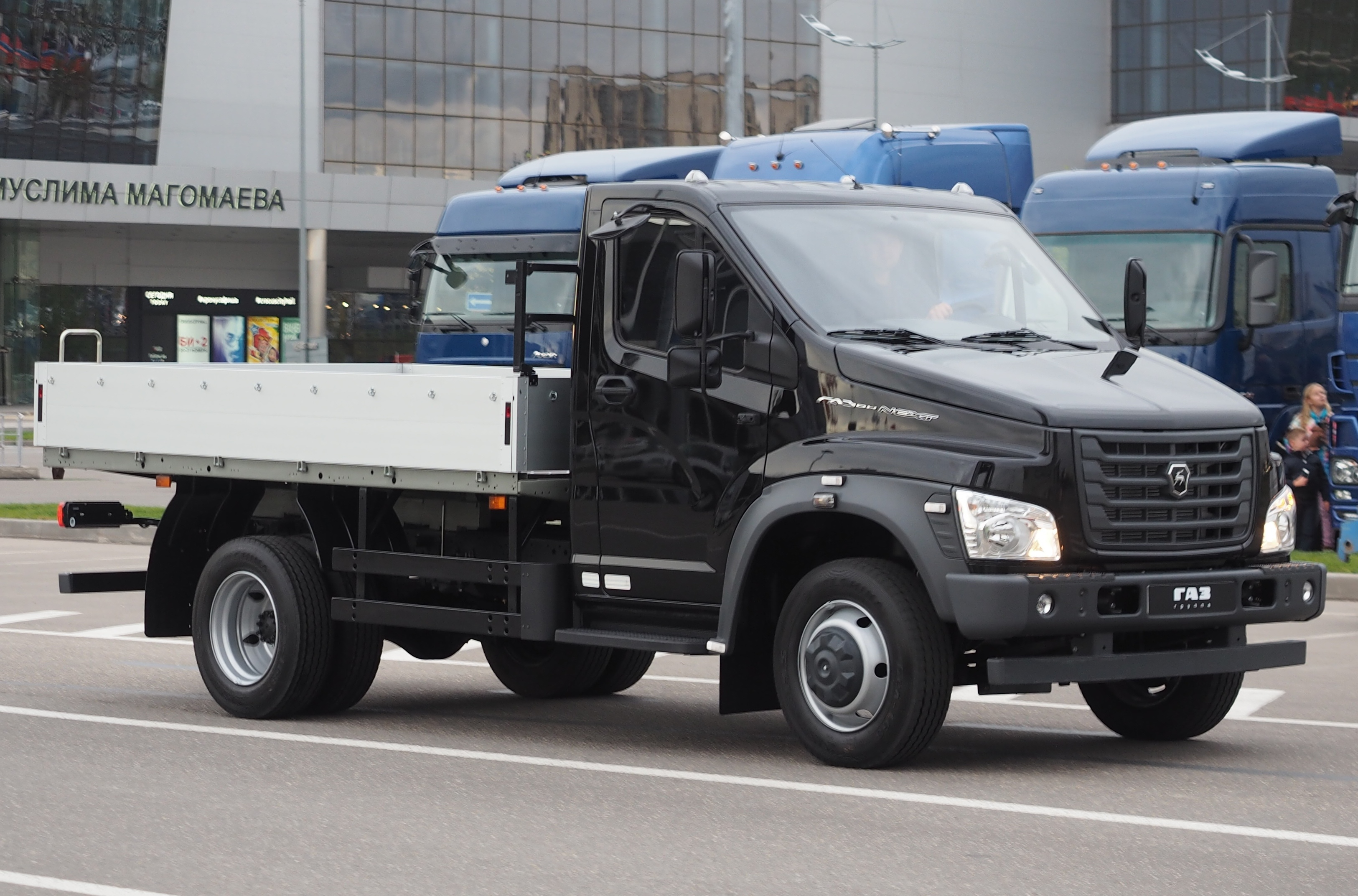
ガゾーン 中型トラック

- ガゾン・ネクストガゾーン 中型トラック
- GAZ-C41 ガゾン・ネクスト
- GAZ-C42 ガゾン・ネクスト・シティ

## 生産終了車種

### トラック

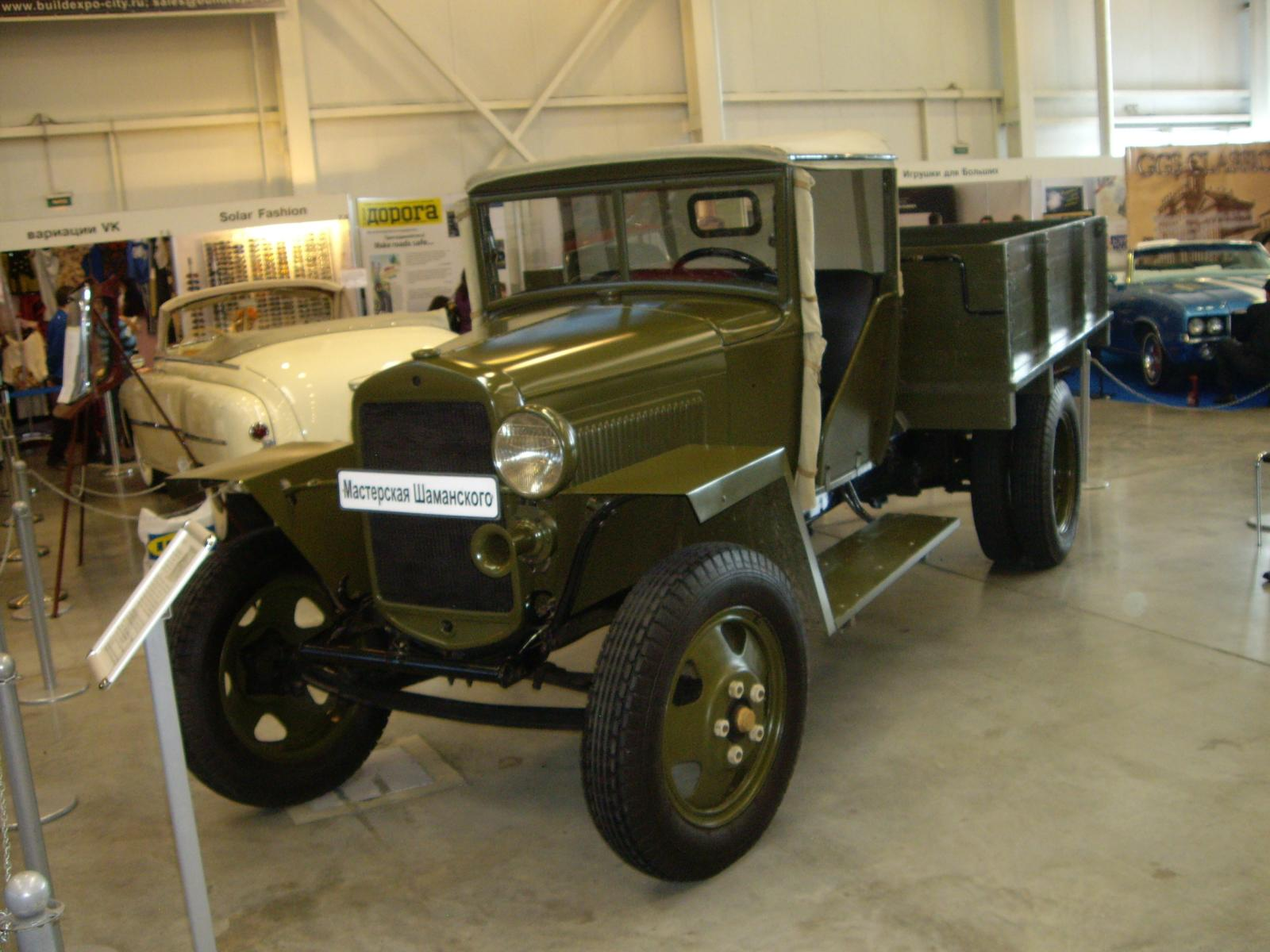
GAZ-MM

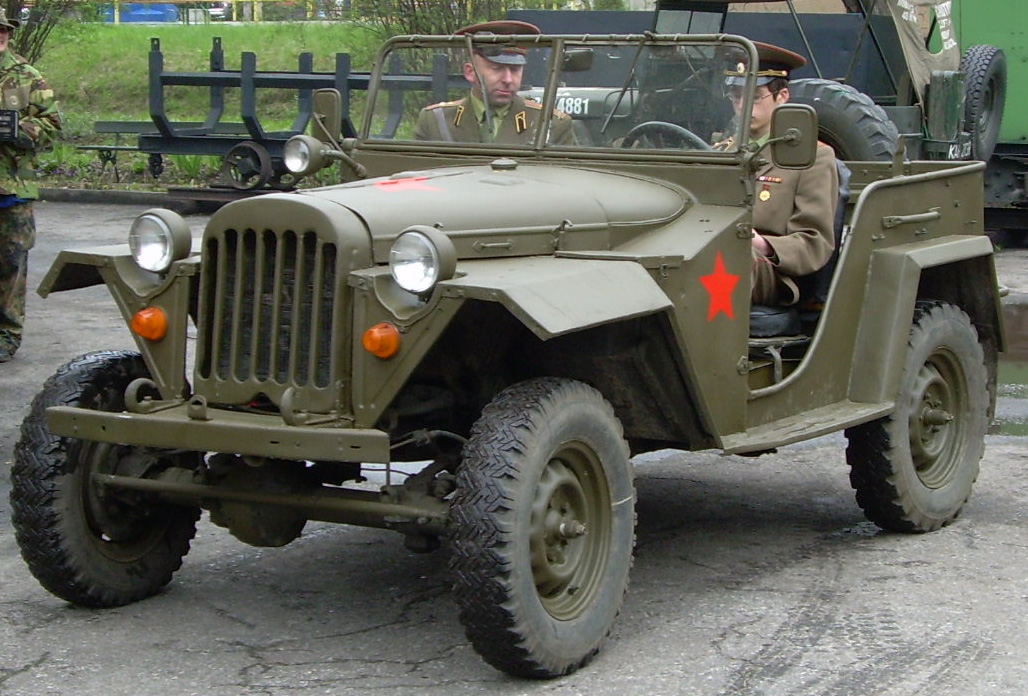
GAZ-67

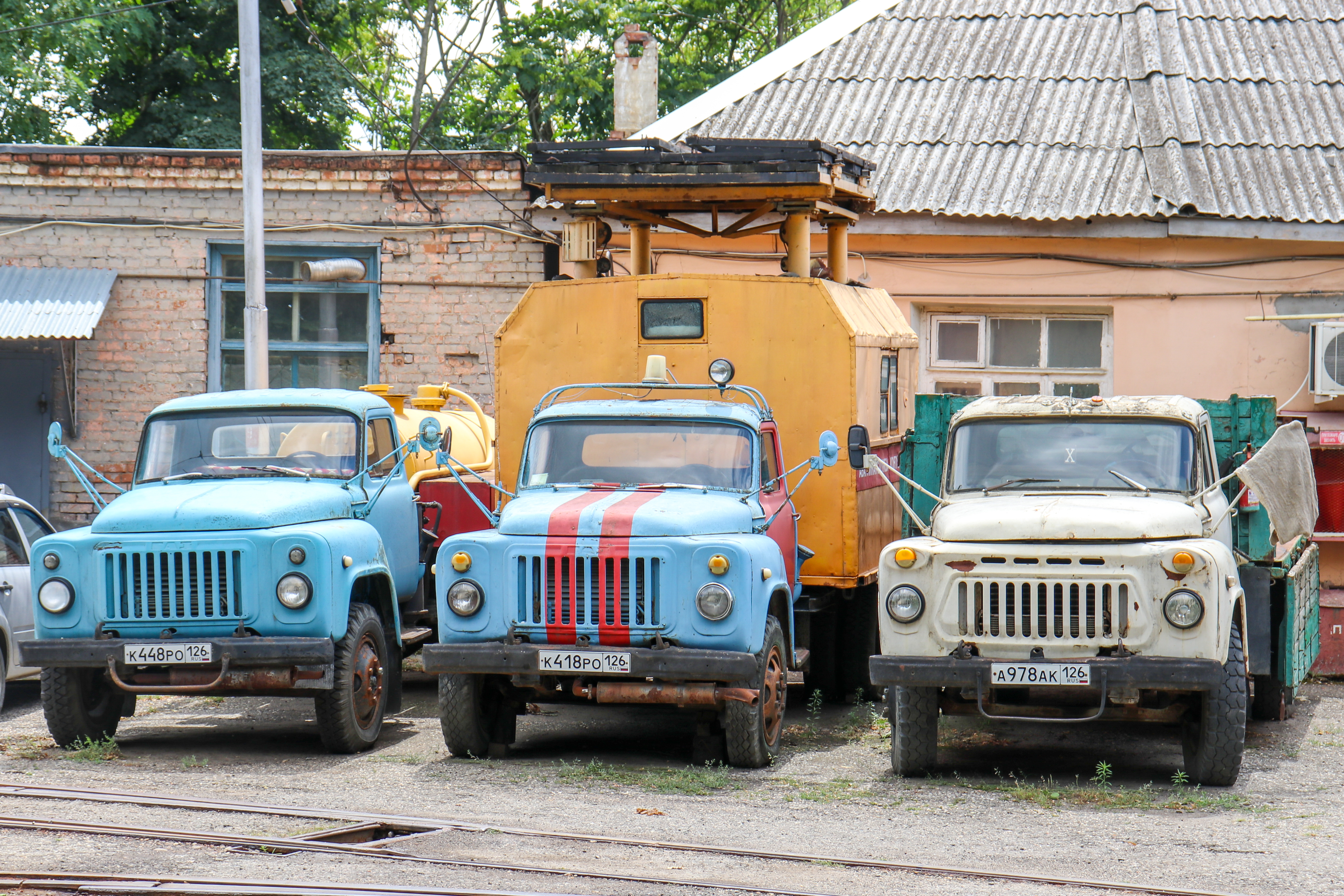
横に並ぶ3台のGAZ-53

- GAZ-AA
- GAZ-4
- GAZ-AAA
- GAZ-410/GAZ-S1
- GAZ-AAAA
- GAZ-21
- GAZ-М415
- GAZ-30
- GAZ-MMGAZ-MM
- GAZ-51-11
- GAZ-60
- GAZ-62
- GAZ-63-11
- GAZ-42
- GAZ-43
- GAZ-44
- GAZ-65
- GAZ-11-415
- GAZ-61-415
- GAZ-33
- GAZ-61-417
- GAZ-R1
- GAZ-22
- GAZ-64
- GAZ-CX
- GAZ-67-420
- GAZ-63
- GAZ-67GAZ-67
- GAZ-67B
- GAZ-68
- GAZ-51
- GAZ-68
- GAZ-51A
- GAZ-63 トラック
- GAZ-63A トラック
- GAZ-62
- GAZ-69
- GAZ-69A
- GAZ-M73
- GAZ-56 MkI
- GAZ-56 MkII
- GAZ-62
- GAZ-93A
- GAZ-52
- GAZ-53F
- GAZ-53横に並ぶ3台のGAZ-53

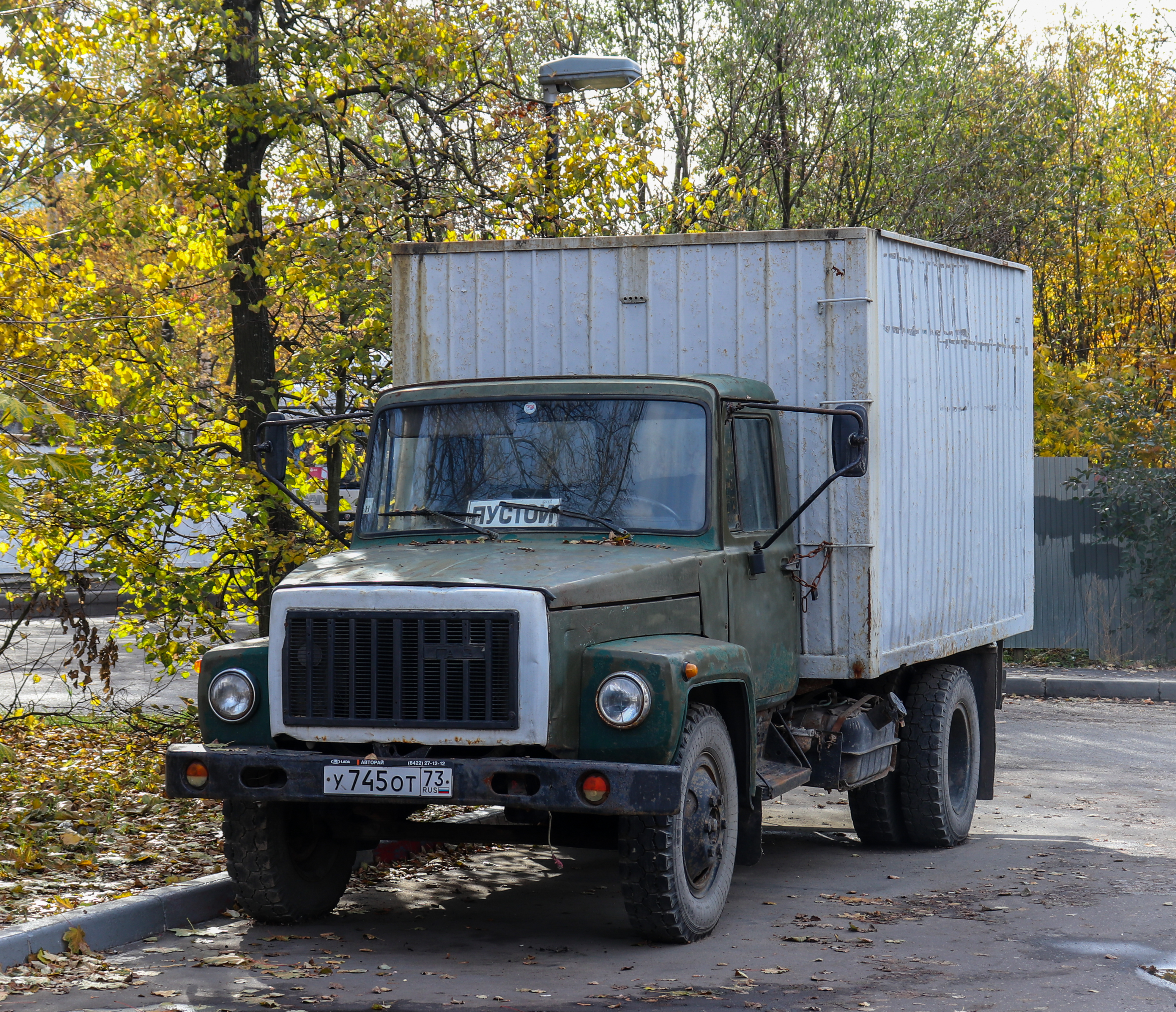
GAZ-3307

- GAZ-53A
- GAZ-53-12
- GAZ-33
- GAZ-66/66-01
- GAZ-66-21
- GAZ-66-40/66-41
- GAZ-3301
- GAZ-2304 Burlak
- GAZ-2307 Ataman
- GAZ-2308 Ataman
- GAZ-2169 Combat
- GAZ-3120 Combat
- GAZ-2330 Tigr
- GAZ-2975
- GAZ-3306
- GAZ-3307GAZ-3307
- GAZ-4301
- GAZ-4509
- GAZ-3308 Sadko
- GAZ-3310 Valdai

### 乗用車

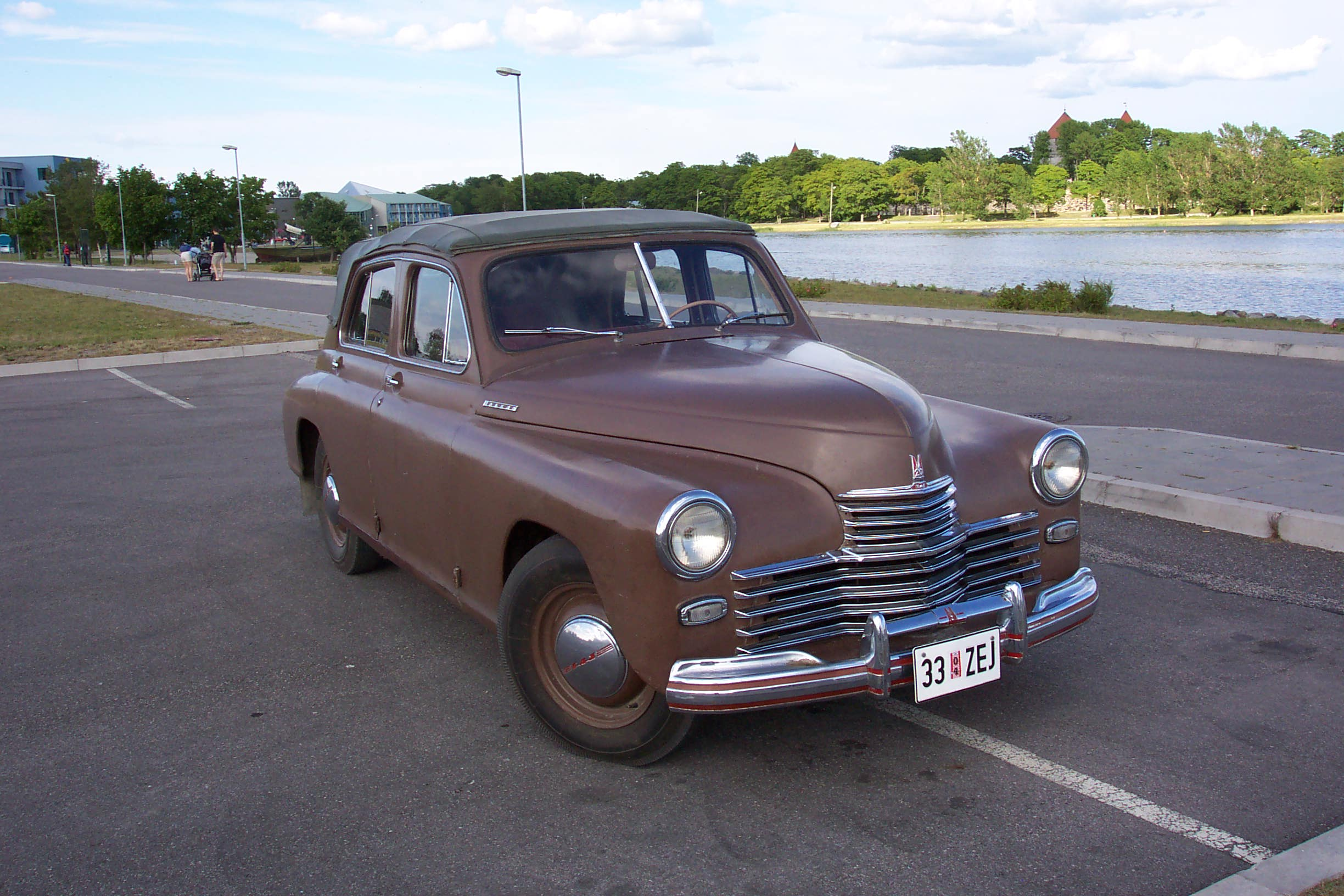
GAZ-M20

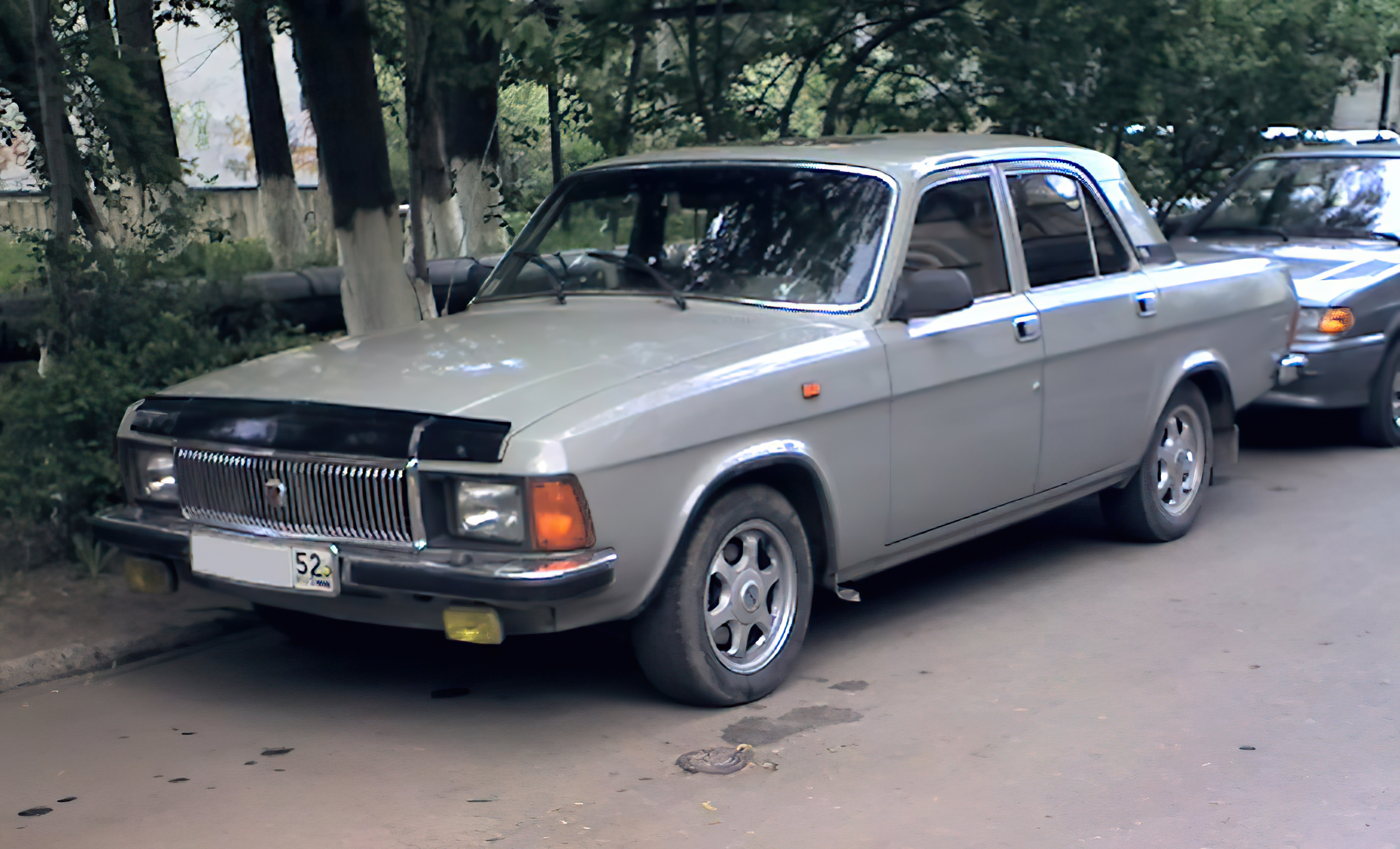
GAZ-3102

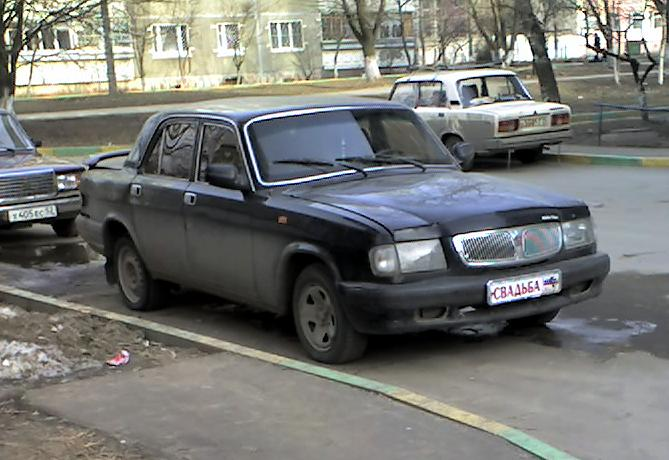
GAZ-3110

- GAZ-A
- GAZ-6 Pioneer
- GAZ-M1
- GAZ-M25
- GAZ-11-40
- GAZ-61-40
- GAZ-11-73
- GAZ-M1 V8
- GAZ-61-73
- GAZ-M20 PobedaGAZ-M20
- GAZ-26
- GAZ-M20V Pobeda
- GAZ-М72 Pobeda
- GAZ-M73
- GAZ-M20G Pobeda
- GAZ-21 Volga
- GAZ-18
- GAZ-22
- GAZ-23
- GAZ-24
- GAZ-24-01
- GAZ-24-07
- GAZ-24-02
- GAZ-24-03
- GAZ-24-04
- GAZ-24-24
- GAZ-3102GAZ-3102
- GAZ-3101
- GAZ-24-10
- GAZ-24-11
- GAZ-24-17
- GAZ-24-12
- GAZ-24-13
- GAZ-24-34
- GAZ-3105
- GAZ-31029
- GAZ-31022
- GAZ-31023
- GAZ-3103
- GAZ-3104
- GAZ-3110GAZ-3110
- GAZ-3111
- GAZ-310221
- GAZ-310231
- GAZ-3111
- GAZ-31105
- GAZ-311055
- Volga Siber

### 高級車

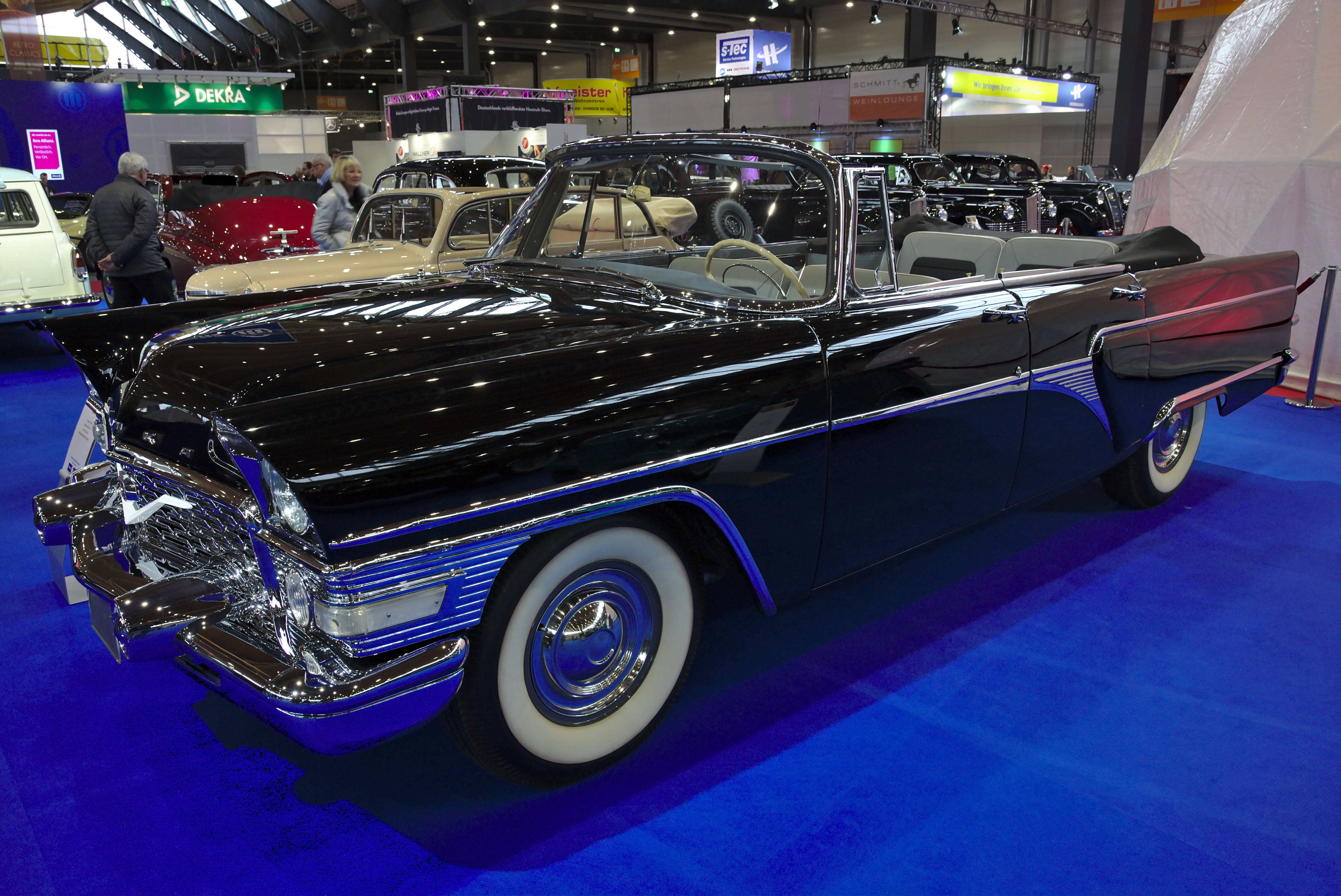
GAZ-13B

- GAZ-12 ZIM
- GAZ-12A ZIM
- GAZ-12B ZIM
- GAZ-13 Chaika
- GAZ-13A Chaika
- GAZ-13B ChaikaGAZ-13B
- GAZ-14 Chaika
- GAZ-14-05 Chaika

### パネルバン
- GAZ-19
- GAZ-2332 CityVan
- GAZ-2705
- GAZ-2752

### 半装軌車
- GAZ-TK
- GAZ-VM
- GAZ-60
- GAZ-65
- GAZ-47

### バス

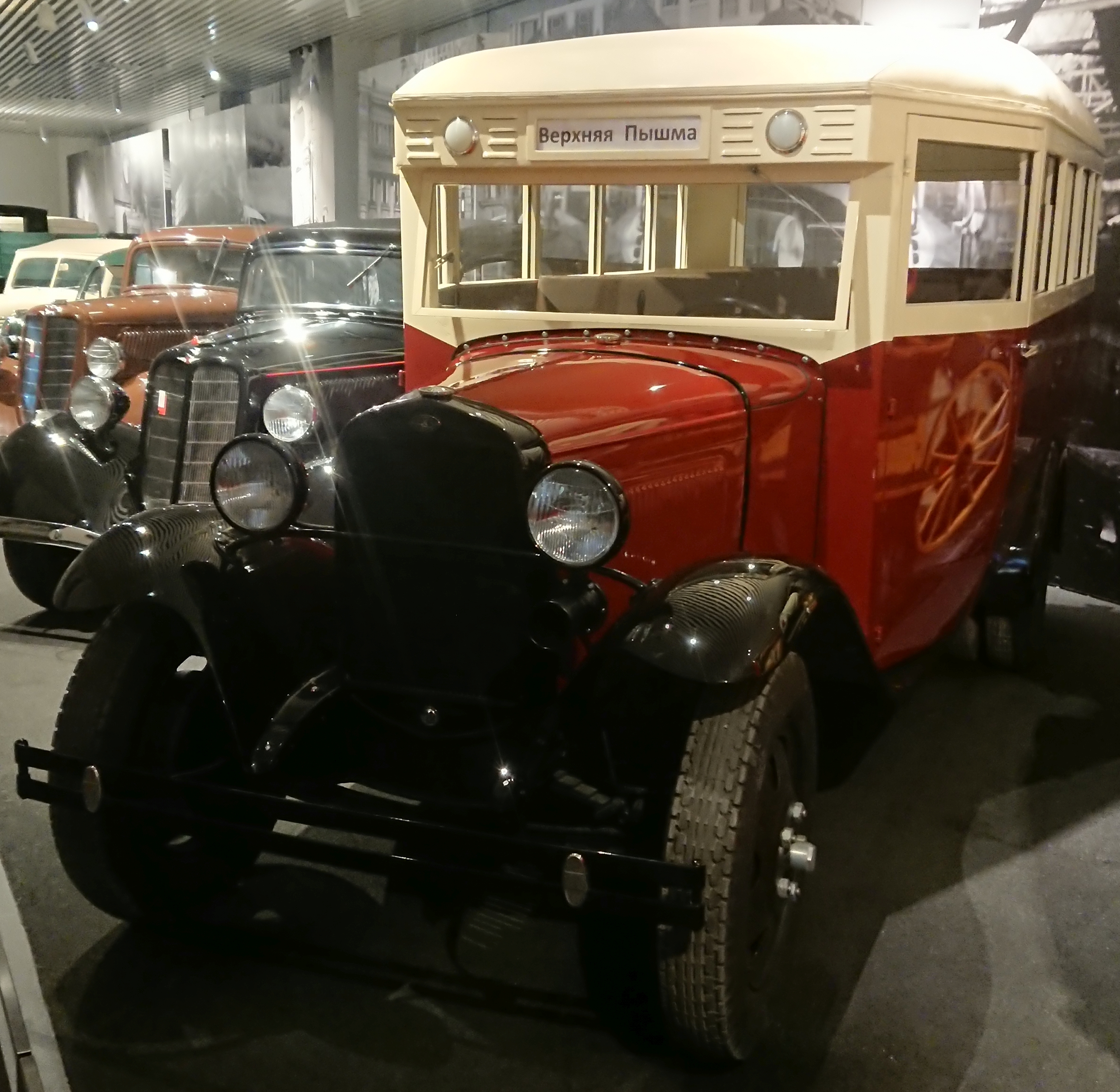
GAZ-03-30

- GAZ-03-30GAZ-03-30
- GAZ-05-193
- GAZ-55
- GAZ-71V
- GZA-651
- GZA-653
- GAZ-3221
- GAZ-22171
- GAZ-2217

### 装甲車
- BA-3
- BA-6
- BA-10
- LB-62
- BA-64
- BA-64B
- BA-64Z
- GAZ-40
- GAZ-49
- GAZ-4905
- GAZ-5903
- VPK-3927 Volk
- GАZ-3934 Siam
- GAZ-5923
- VPK-7829

### 戦車
- T-60
- T-70

### 水陸両用車
- GAZ-011
- GAZ-48
- GAZ-46 MAV
- GAZ-3937

### ホバークラフト
- GAZ-16

## ギャラリー

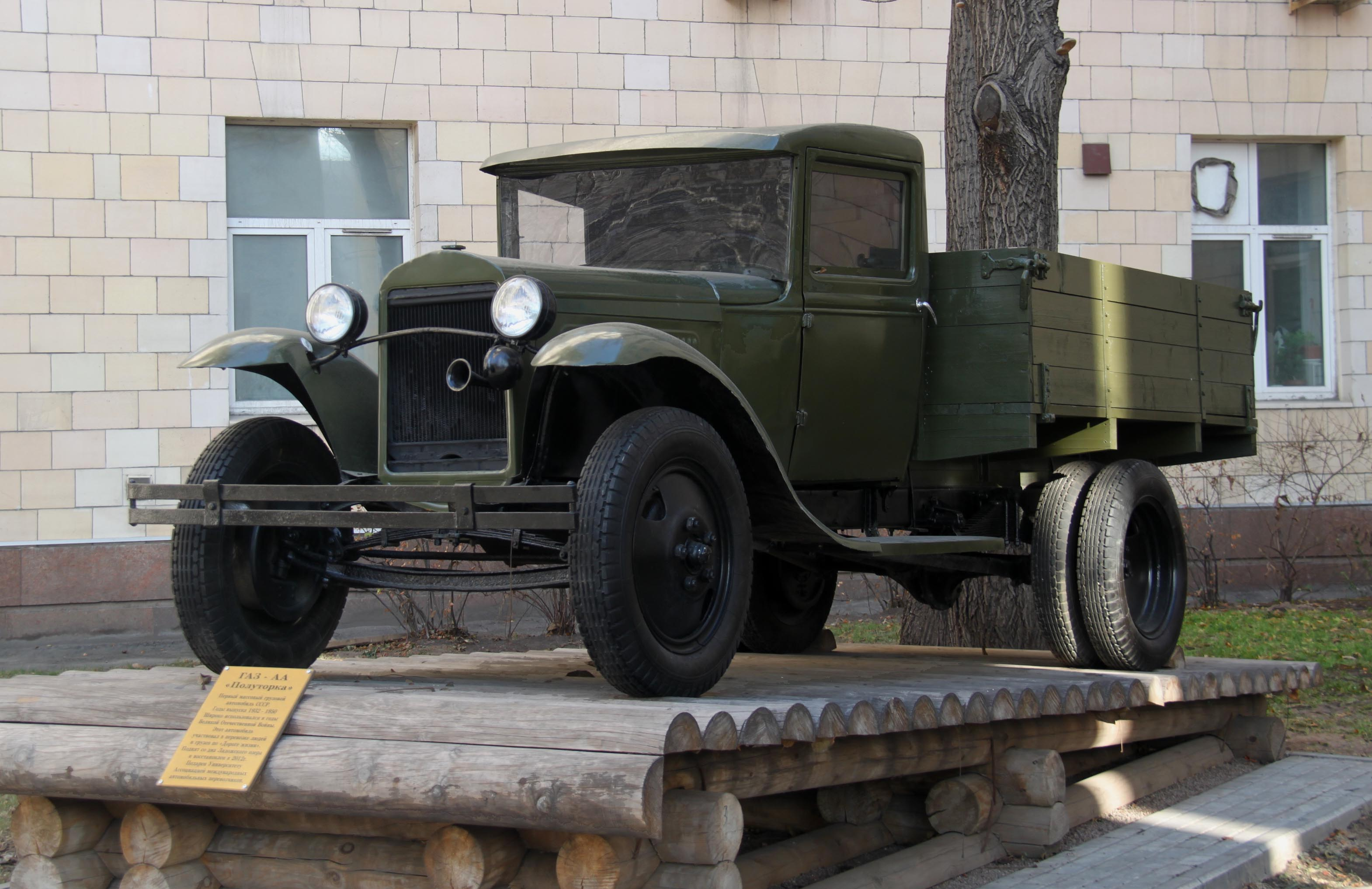
最初に製造された軍用トラック "GAZ-AA"
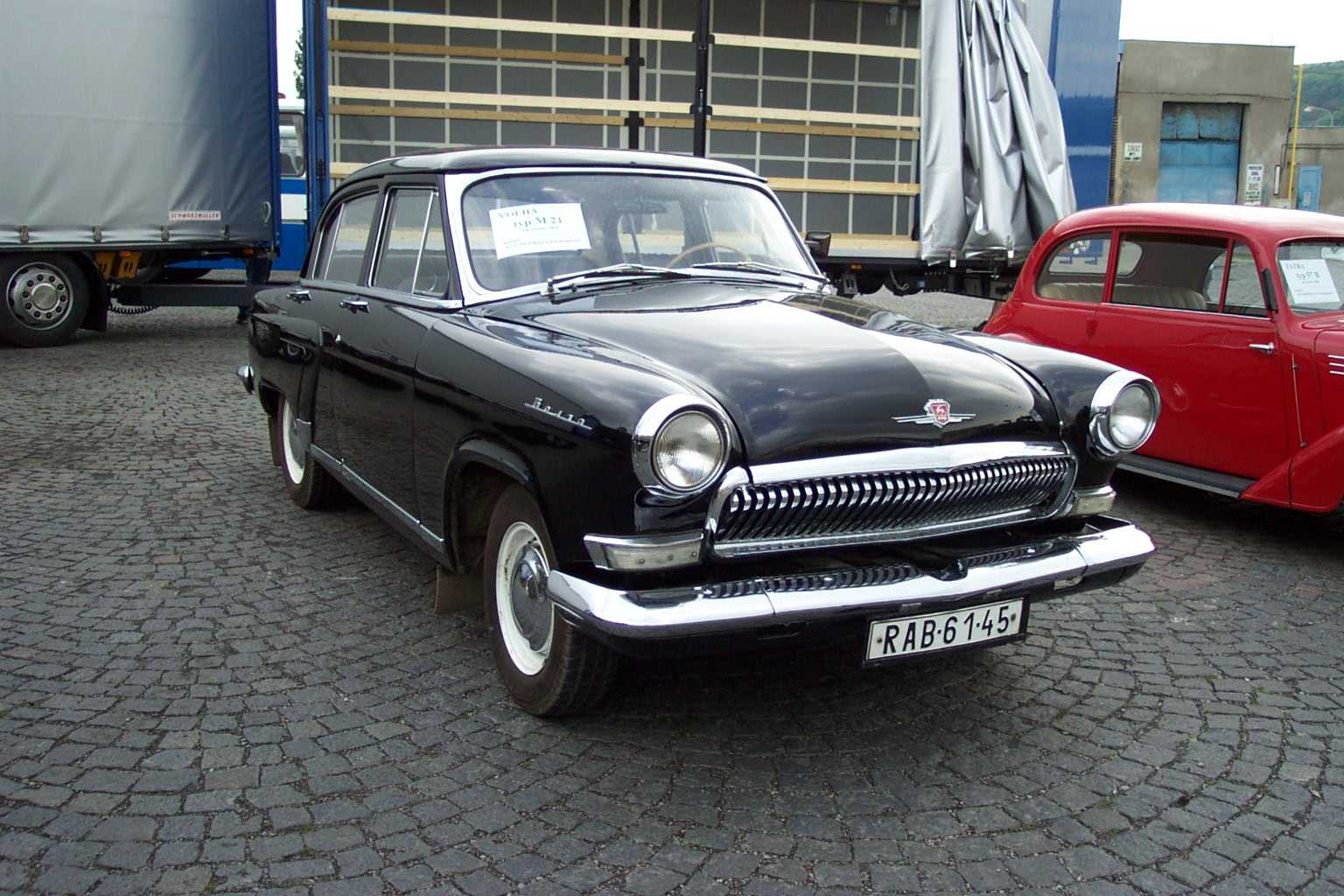
GAZ 21 Volga 1958年に開発されたヴォルガの初代モデル
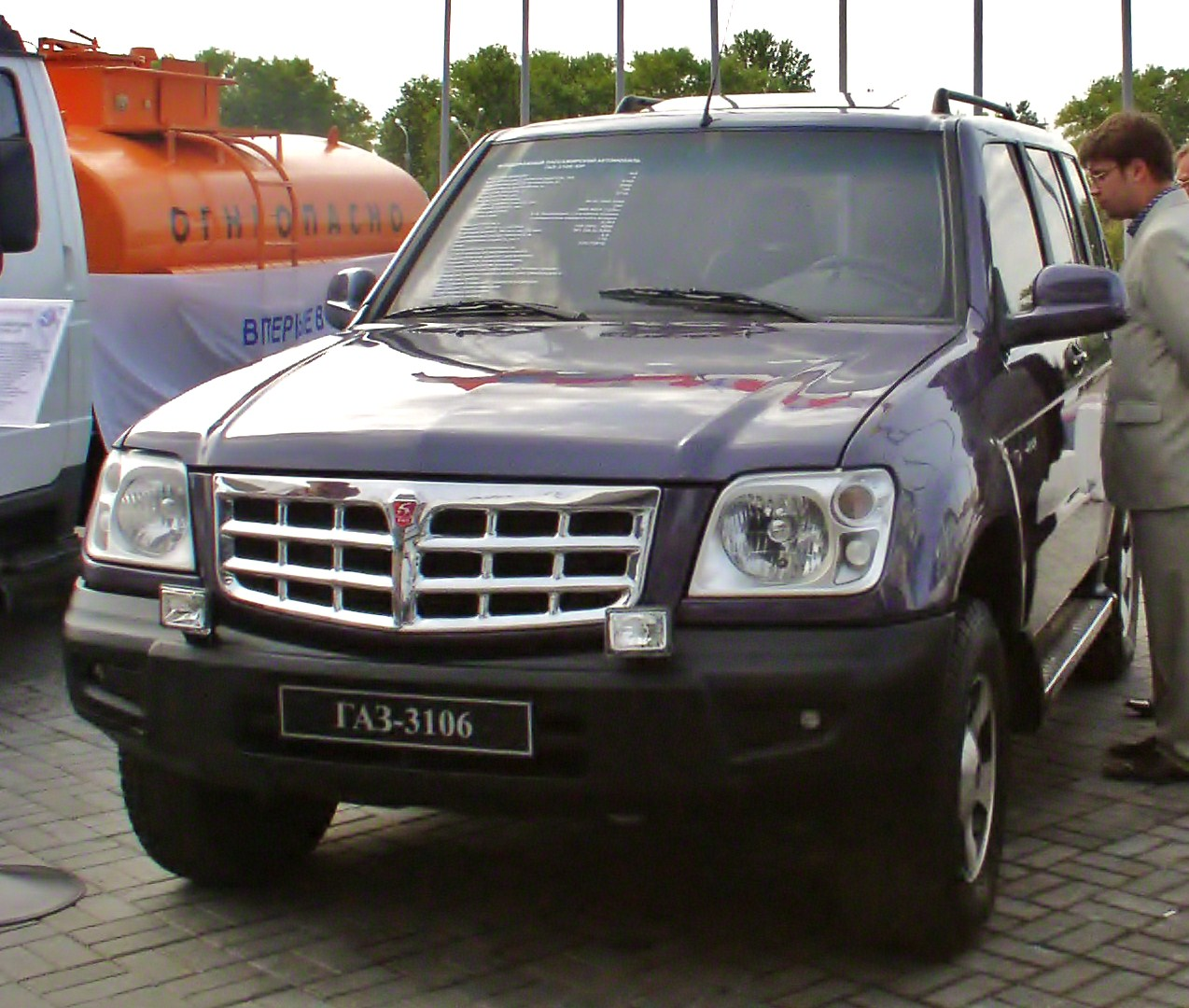
GAZ 3106
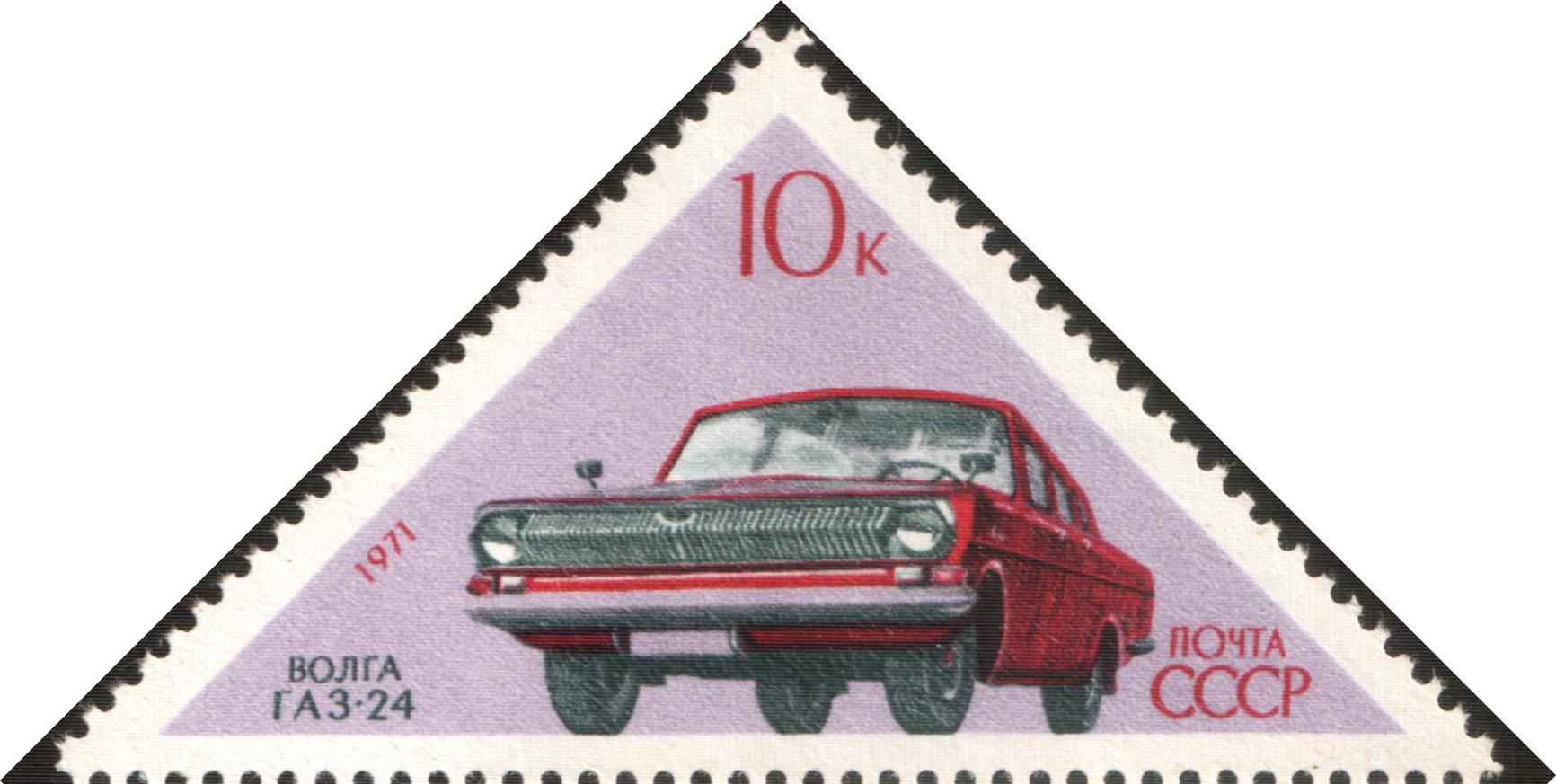
GAZ-24を描いた、1971年発行のソ連の切手
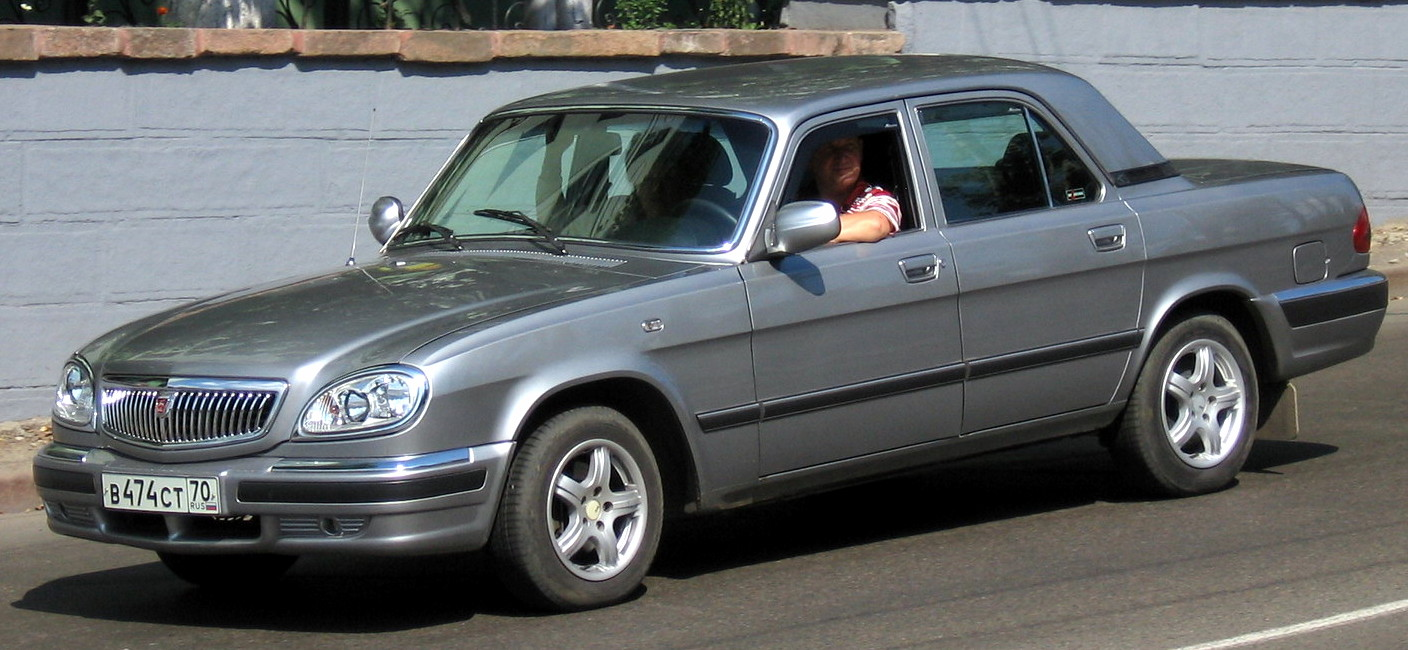
Volga GAZ-31105 "ヴォルガ"シリーズ後期の車種。現在は後継シリーズ"Siber"に移行
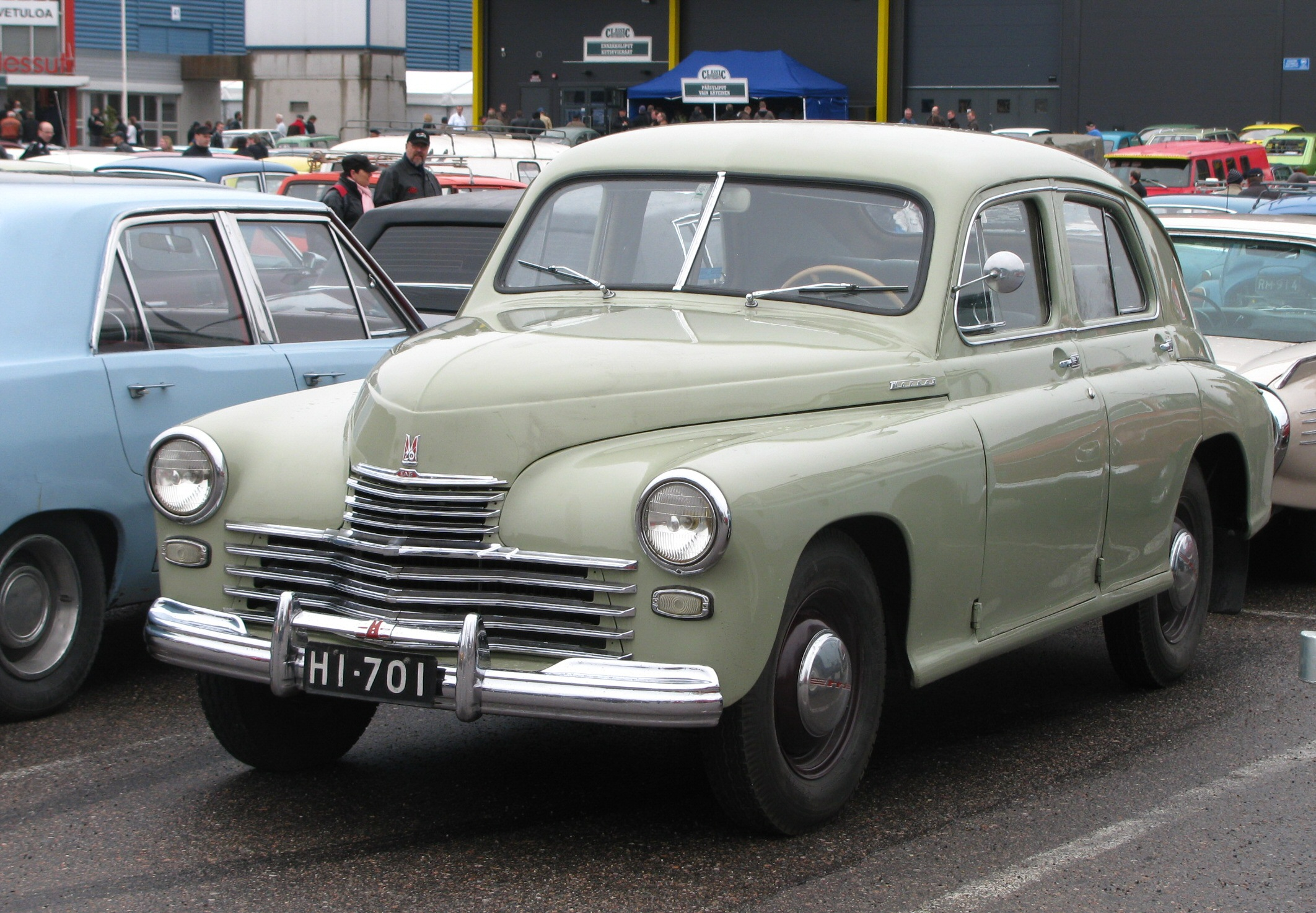
GAZ-M20 ポピェーダ
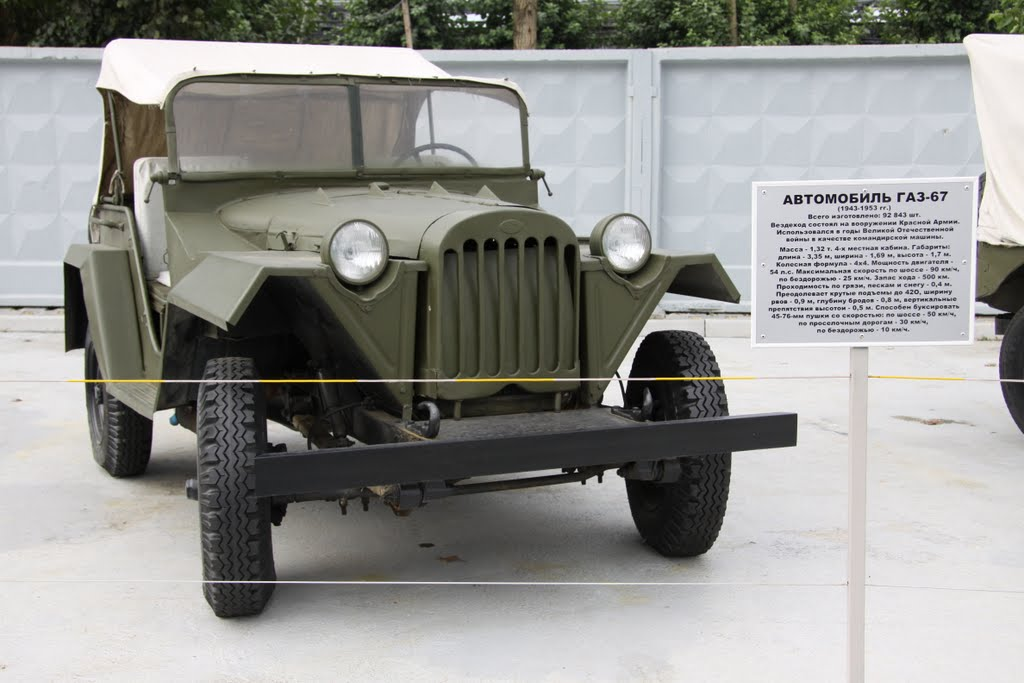
1943年に開発されたジープ型軍用車"GAZ-67"
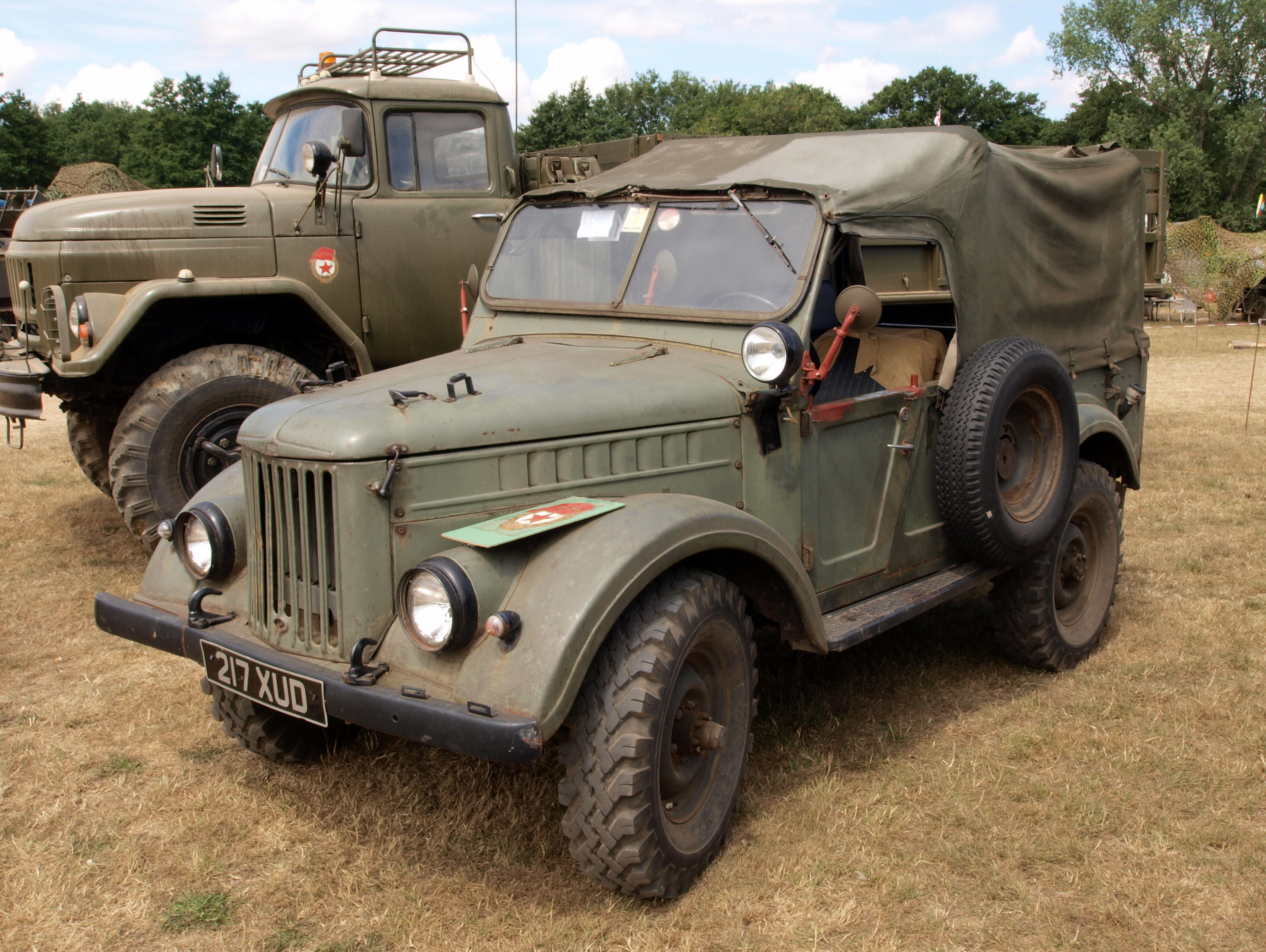
1950年代に開発されたジープ型軍用車"GAZ-69"
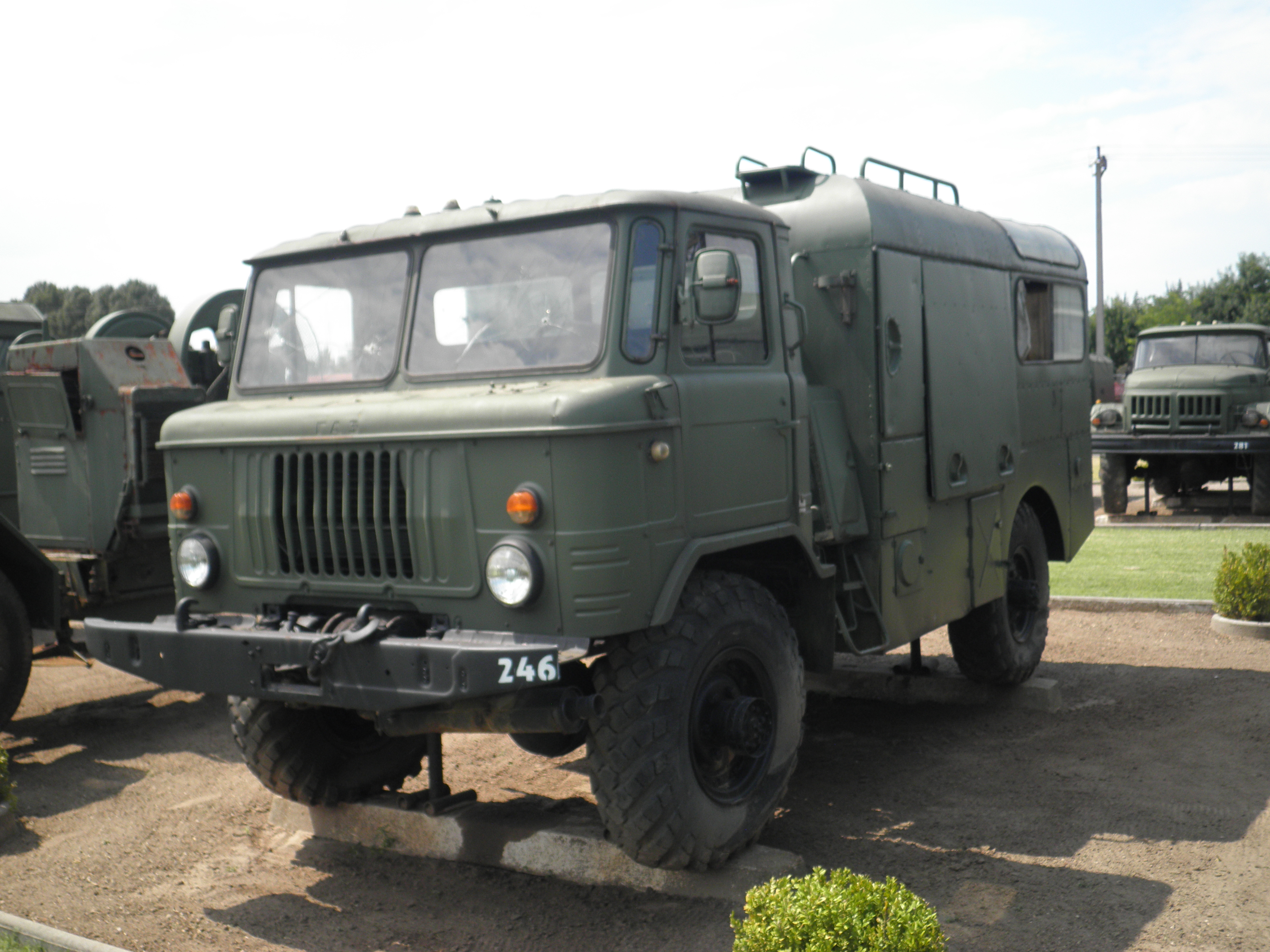
1960年代に開発された軍用トラック "GAZ-66"
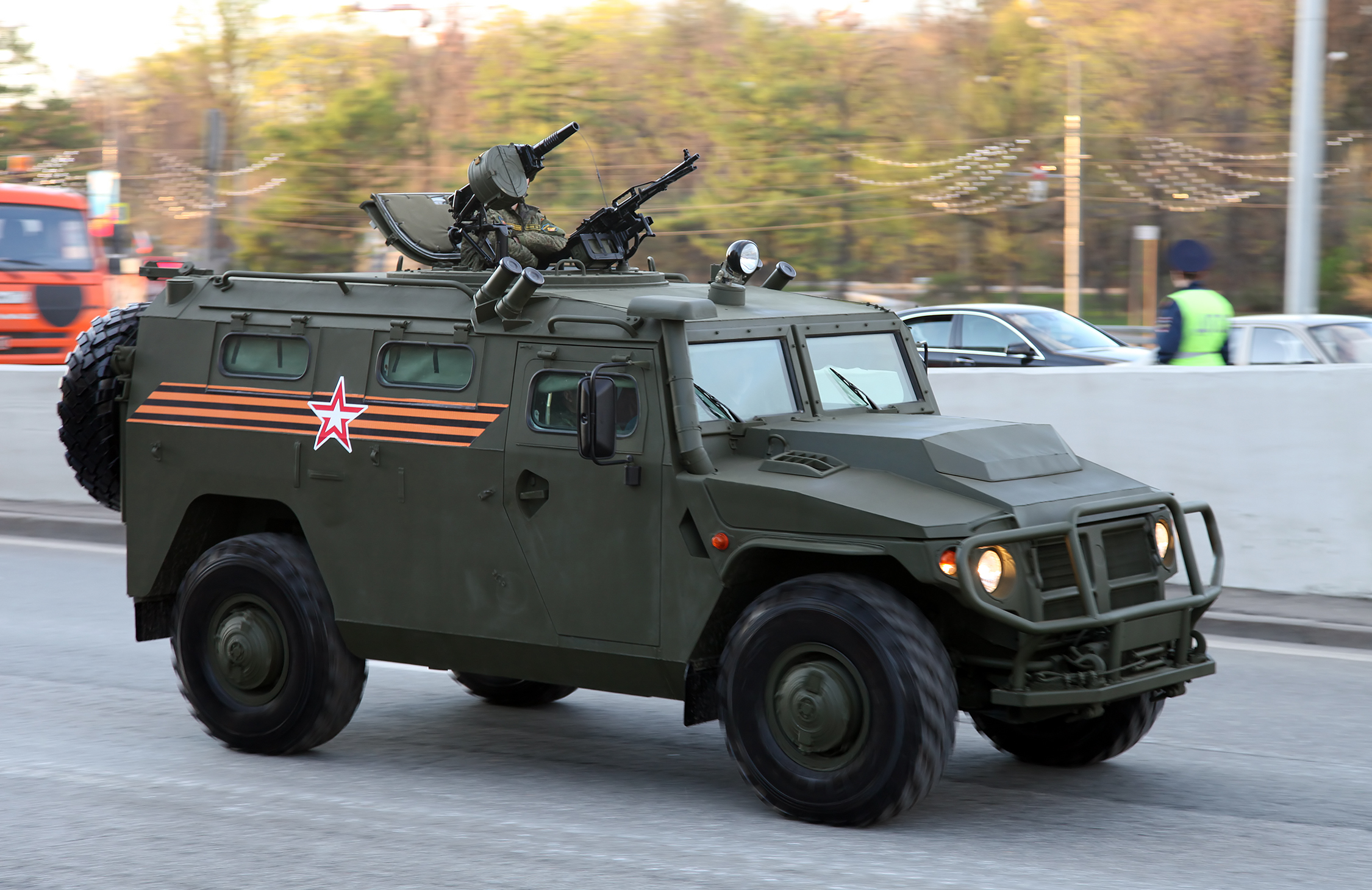
ロシア連邦軍向けの軍用車両 GAZ-2330 "ティーグル"
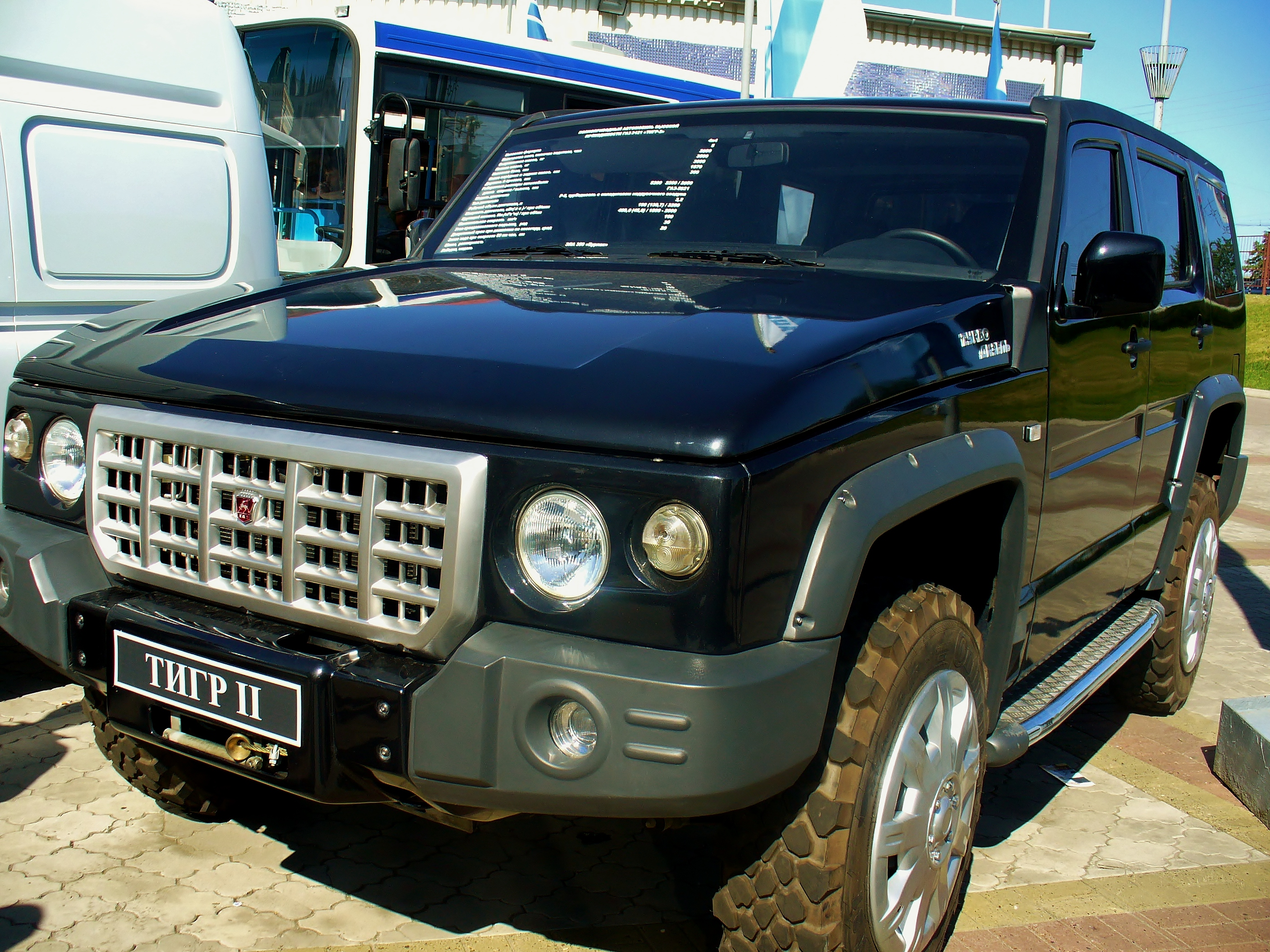
ティーグルの民間販売型 GAZ-3121 "ティーグル2"